# Sipylos
Il Sipylos (in greco antico: Σίπυλος?) nella geografia antica era un massiccio della Lidia. Si trovava a sud dell'Hermos, oggi Gediz, e a nord di Smirne. In particolare, con il nome di Sipylos si chiamava l'odierno Spil Dağı, situato a oriente, ma anche l'occidentale Yamanlar Dağı era considerato parte del massiccio. A nord di esso giaceva Magnesia ad Sipylum, oggi Manisa.
Sul Sipylos c'era il lago Saloë, che aveva inghiottito la città di Sipylos e quella sita lì prima di questa, Tantalis, la città del mitico malfattore Tantalo. Questo lago è identificato con il Karagöl ("lago nero"), un lago craterico sulla cima dello Yamanlar Dağı.
Sulle pendici del Sipylos si trova il rilievo roccioso di Manisa, attestato già nell'antichità, che mostra una figura seduta. A causa di due iscrizioni potrebbe essere considerato come ittita, ma l'interpretazione è controversa.
Secondo una tradizione successiva, riportata da Ovidio, Niobe, il cui secondo figlio maggiore portava anche il nome Sipylos (Metamorfosi VI, 231), sarebbe venuta dal monte Sipilo e vi sarebbe rimasta pietrificata (Metamorfosi VI, 149).

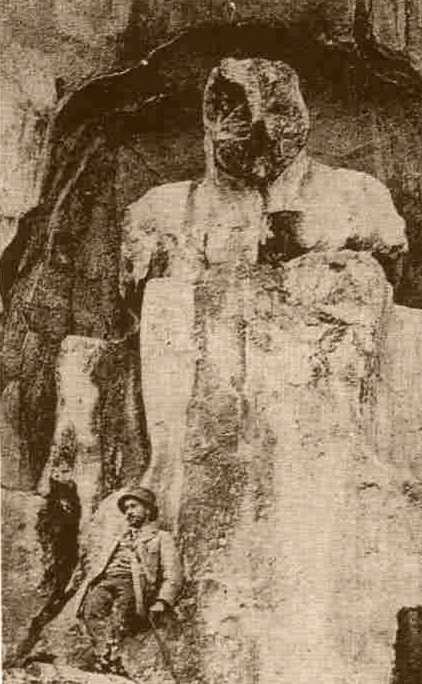
Rilievo nella roccia di Magnesia